# Томашівка (Фастівський район)
Томаші́вка — село в Україні, адміністративний центр Томашівської сільської громади Фастівського району Київської області. Населення становить 455 осіб. 

## Історія
Перша письмова згадка датується 1676 роком. Тривалий час село належало до маєтків Київських митрополитів (спочатку православних, потім уніатських), але з 1795 року перейшла у власність до князя Григорія Долгорукова, який у 1810 році продав Томашівку поляку Яну Хоєцькому.
Навколо садиби свого часу Хоєцькі збудували великий господарський комплекс, який у радянські часи став основою великого колгоспу. Деякі споруди часів Хоєцьких обслуговуються і понині, в яких до Жовтневого перевороту знаходилися стайні та комори, зведені з декоративного, дорогого чорного граніту.

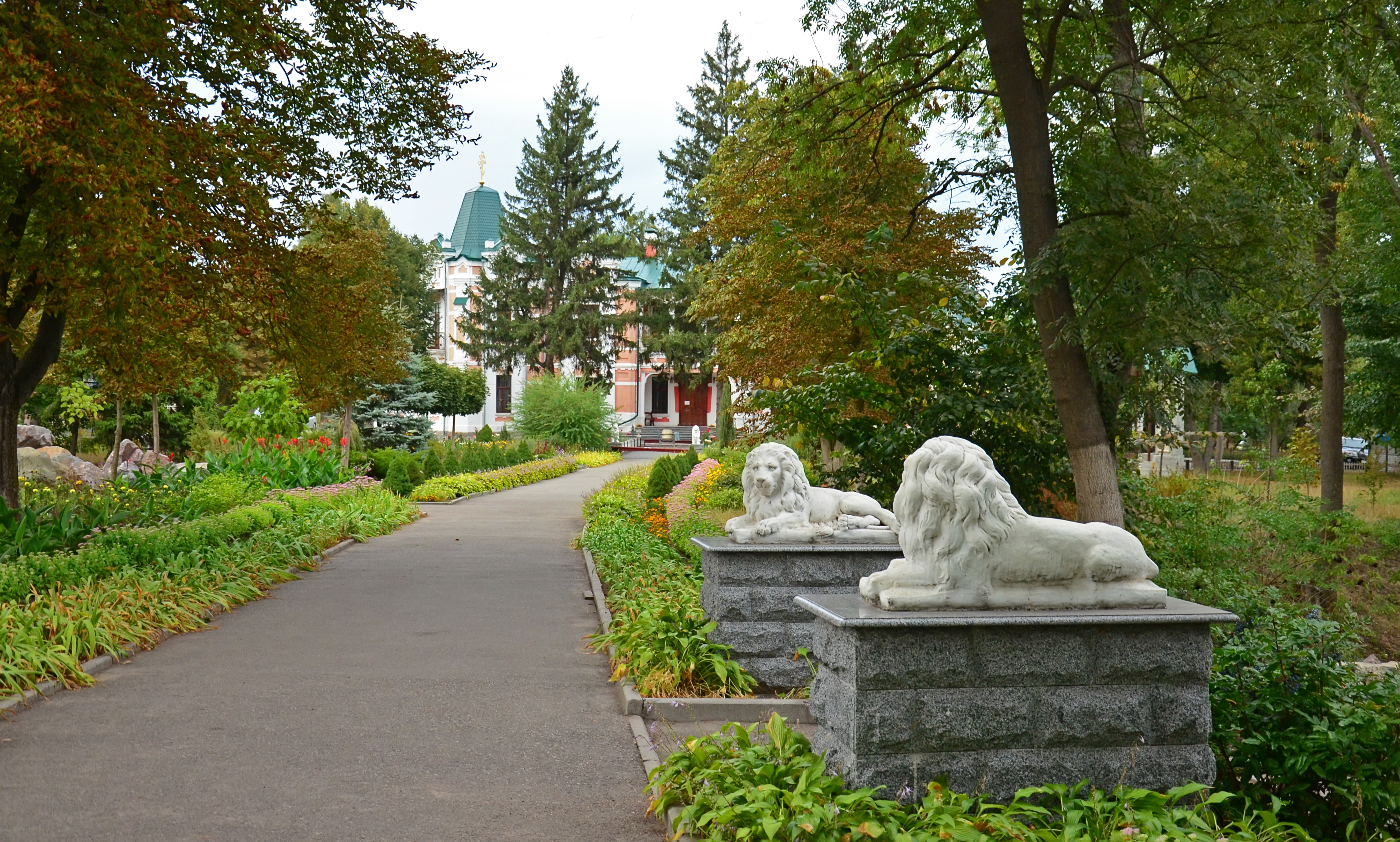
Парк в селі Томашівка

17 листопада 1920 року у селі Томашівка відбувся запеклий бій військ Червоної армії із повстанським загоном отамана Феодосія Богатиренка. За даними Червоної армії українські повстанці втратили 50 бійців вбитими і 40 полоненими. Втрати більшовицьких військ невідомі.

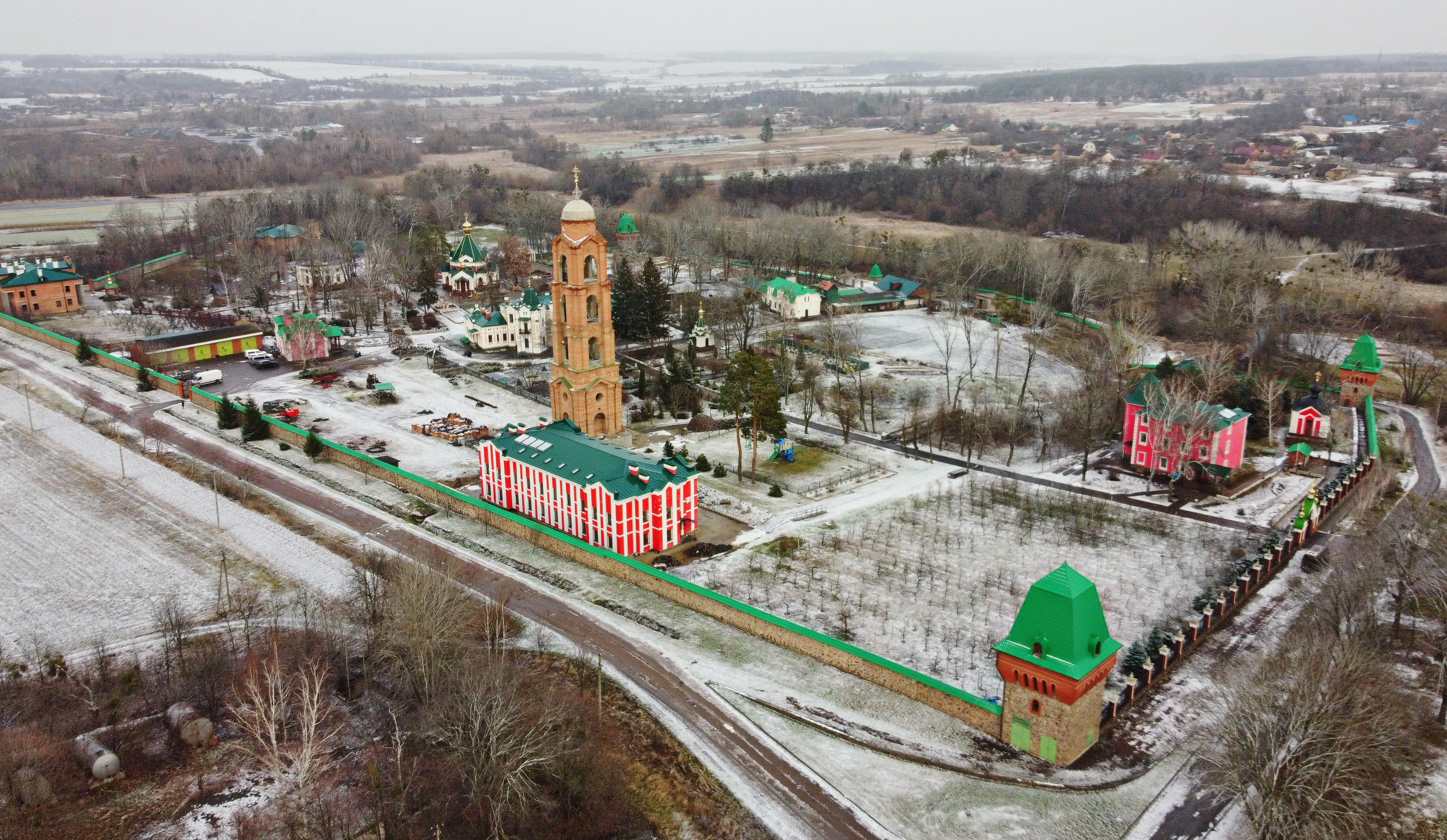
Ансамбль садиби Томашівка

В 1929 році в селі створено колгосп ім. 10-ліття ВЛКСМ. У 1932 році село було занесено на «чорну дошку». Під час штучного голодомору померло 69 осіб. Мартиролог жителів с. Томашівка жертв Голодомору 1932-33 років укладений за свідченнями очевидця Сапури І.О., 1926 р.н., записаними в 2005 р. Пашун О.В., вчителькою Томашівської ЗОШ.

## Населення

### Мова
Розподіл населення за рідною мовою за даними перепису 2001 року:
| Мова       | Кількість | Відсоток |
| ---------- | --------- | -------- |
| українська | 451       | 99.12%   |
| російська  | 4         | 0.88%    |
| Усього     | 455       | 100%     |

## Пам'ятки
- Садиба Хоєцьких (1903—1910, арх. Валер'ян Куликовський) — пам'ятка архітектури національного значення. В колишній садибі Хоєцьких розташований Свято-Богородицький Ризоположенчеський чоловічий монастир.

## Особистості

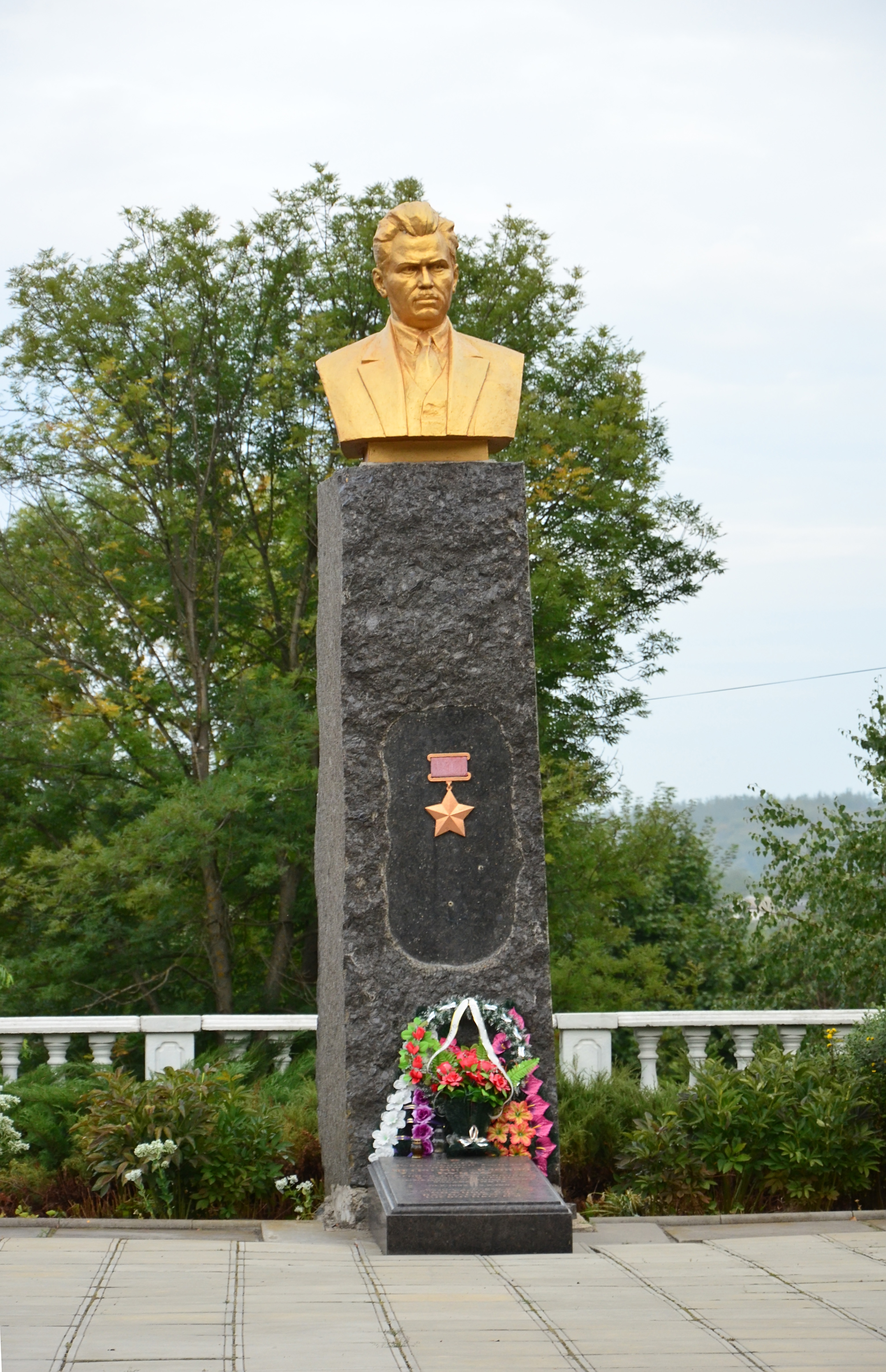
Могила Героя Радянського Союзу Петра Буйка в селі Томашівка

- Буйко Петро Михайлович (1895—1943) — український лікар і партизан білоруського походження, професор (1938), доктор медичних наук (1940), Герой Радянського Союзу (1944).
- Вірченко Ніна Опанасівна — українська науковиця, математик, доктор фізико-математичних наук, професор, академік АН ВШ України.
- Ребенок Павло Іванович (1913—1997) — Герой Радянського Союзу, уродженець села Томашівка[6].